# Ihor Hlavan
Ihor Hlavan (né le 25 septembre 1990 à Kirovograd) est un athlète ukrainien, spécialiste de la marche.

## Biographie
Initialement 19e du 50 km marche des Jeux olympiques de 2012 à Londres, il regagne trois places quelques années plus tard à la suite du déclassement pour dopage des Russes Sergey Kirdyapkin, Igor Erokhin et Sergey Bakulin. Le 19 mai 2013, il prend la 3e place de la Coupe d'Europe de marche à Dudince en battant son meilleur temps en 3 h 46 min 9 s. Le 14 août, il termine 4e en 3 h 40 min 39 s, record d'Ukraine, du 50 km des Championnats du monde de Moscou, mais se voit réattribuer la médaille de bronze en 2016 en raison de la disqualification pour dopage du Russe Mikhail Ryzhov qui était arrivé deuxième. 
Par la suite, il termine 5e des championnats d'Europe de Zurich sur 50 km et 4e lors des Mondiaux de Pékin sur 20 km à Pékin, manquant à cette dernière occasion la médaille de bronze pour 32 secondes. Il remporte néanmoins la médaille de bronze individuelle et celle d'argent par équipes lors des Championnats du monde par équipes 2016 à Rome, en 3 h 44 min 2 s, son deuxième meilleur temps sur 50 km marche. Aux Mondiaux de Londres en 2017, il se classe dans un premier temps 4e du 50 km mais est ensuite disqualifié après la course.

## Palmarès
| Date | Compétition                     | Lieu           | Résultat | Épreuve     | Performance     |
| ---- | ------------------------------- | -------------- | -------- | ----------- | --------------- |
| 2012 | Coupe du monde de marche        | Saransk        | 10e      | 50 km       | 3 h 51 min 24 s |
| 2012 | Jeux olympiques                 | Londres        | 16e      | 50 km       | 3 h 48 min 07 s |
| 2013 | Coupe d'Europe de marche        | Dudince        | 3e       | 50 km       | 3 h 46 min 09 s |
| 2013 | Universiade                     | Kazan          | 6e       | 20 km       | 1 h 22 min 32 s |
| 2013 | Championnats du monde           | Moscou         | 3e       | 50 km       | 3 h 40 min 39 s |
| 2014 | Championnats d'Europe           | Zurich         | 5e       | 50 km       | 3 h 45 min 08 s |
| 2015 | Championnats du monde           | Pékin          | 4e       | 20 km       | 1 h 19 min 20 s |
| 2016 | Championnats du monde de marche | Rome           | 3e       | Individuel  | 3 h 44 min 02 s |
| 2016 | Championnats du monde de marche | Rome           | 2e       | Par équipes | 28 pts          |
| 2016 | Jeux olympiques                 | Rio de Janeiro | 35e      | 20 km       | 1 h 23 min 32   |
| 2016 | Jeux olympiques                 | Rio de Janeiro | DNF      | 50 km       | —               |
| 2017 | Championnats du monde           | Londres        | DQ       | 50 km       | —               |

### Records
| Épreuve      | Performance     | Lieu    | Date         |
| ------------ | --------------- | ------- | ------------ |
| 20 km marche | 1 h 19 min 59 s | Taicang | 4 mai 2014   |
| 50 km marche | 3 h 40 min 39 s | Moscou  | 14 août 2013 |